# Dominique O'Rourke
Pour les articles homonymes, voir O'Rourke.
Dominique O'Rourke, est une femme politique canadienne.
Membre du Parti libéral du Canada, elle est députée à la Chambre des communes de la circonscription de Guelph depuis avril 2025.

## Biographie
O'Rourke réalise une formation en économie à l'Université d'Ottawa et une maîtrise en arts de l'Université de Guelph,.

### Carrière politique
Elle entame une carrière publique en servant en tant que conseillère du district #6 de la ville de Guelph dès 2018. Durant son mandat, elle siège en tant que présidente du comité de l'Infrastructure, du Développement et des Entreprises.